# Тумер (Моркинський район)
Туме́р (рос. Тумер, марій. Тумер) — присілок у складі Моркинського району Марій Ел, Росія. Входить до складу Семісолинського сільського поселення.

## Населення
Населення — 3 особи (2010; 6 у 2002).
Національний склад (станом на 2002 рік):
- лучні марійці — 100 %